# Robert Baldwin Ross
Robert "Robbie" Baldwin Ross (Tours, Centro-Valle de Loira, Francia; 25 de mayo de 1869-Londres, 5 de octubre de 1918) fue un periodista y crítico de arte canadiense. Es más conocido, sin embargo, como albacea del legado de Oscar Wilde. Fue además responsable de reunir grandes figuras literarias y actuar como su mentor.

## Biografía
Ross nació en Tours, pero se trasladó a Gran Bretaña siendo muy pequeño. Originalmente, su padre procedía de Úlster y su madre de Canadá. Su padre había sido fiscal general del estado del Alto Canadá y su abuelo fue el primer ministro canadiense Rober Baldwin.
Mientras trabajaba como periodista y crítico, sostuvo haber sido el primer amante masculino de Oscar Wilde, permaneciéndole leal para lo bueno y para lo malo, y llegando a ser finalmente su albacea literario. Ésta no fue una tarea fácil. Significó localizar y comprar los derechos de todos los textos de Wilde, que habían sido liquidados junto con todas sus posesiones cuando fue declarado en bancarrota. También significó luchar contra el proliferante negocio en el mercado negro, seguido al arresto de Wilde, de copias de sus libros y, en particular, de libros, normalmente eróticos, que no escribió pero que fueron publicados ilegalmente bajo su nombre. Los derechos de todas las obras de Wilde, junto con el dinero ganado por su publicación y representación, mientras ejerció como albacea, fueron entregados a los hijos del autor.
Ross fue responsable igualmente de encargar a Jacob Epstein la tumba de Wilde. Incluso le pidió a Epstein que diseñara un pequeño compartimento en la tumba para albergar sus propias cenizas.
En 1908, unos años después de la muerte de Wilde, Ross presentó la edición definitiva de sus obras. Tras la caída en desgracia y encarcelamiento de Wilde, marchó al extranjero por su propia seguridad, pero volvió para ofrecer apoyo, tanto económico como emocional, a Wilde durante sus últimos años. Ross mismo no escapó al escándalo. Unos pocos años antes del encarcelamiento de Wilde, estuvo envuelto en un escándalo al mantener relaciones sexuales con un muchacho de catorce años, hijo de unos amigos, y el mejor amigo de éste, de quince. Ambos muchachos confesaron a sus padres que Ross los había sometido a relaciones sexuales. El muchacho de catorce años admitió además que Lord Alfred Douglas también le había sometido a relaciones sexuales mientras se hospedaba en casa de Ross. Tras un primer momento de encuentros con sus abogados, Douglas y Ross convencieron a los padres para que no fuesen a la policía.
En su juventud se trasladó a Inglaterra, donde fue aceptado en la Universidad de Cambridge. Allí enfermó de neumonía tras un cruel chapuzón en una fuente por parte de varios estudiantes y, de acuerdo con Ross, con el completo apoyo de un catedrático, Arthur Augustus Tilley. Tras recuperarse, luchó por la disculpa de sus compañeros estudiantes, que recibió, pero más fieramente, por la destitución del catedrático que, argumentó, había conocido y apoyado el maltrato recibido.
A continuación probó suerte en diferentes profesiones, como escritor, crítico de arte y albacea literario. Consiguió una pensión de su familia con la que poder mantenerse. Su producción literaria es pequeña, con sólo un libro digno de mención, Máscaras y fases, el cual consiste en una colección de reseñas y relatos cortos ya publicados.
Su principal contribución a la literatura es en cuanto albacea de Wilde, y como amigo y relector, aportando sugerencias, y según Ross sugiriendo frecuentemente cambios y mejoras.[cita requerida]
Como crítico de arte fue muy estricto con los pintores postimpresionistas. Trabajó sin cobrar sueldo durante muchos años para una pequeña galería de arte regentada por amigos, para los que viajaba comprando obras. Hubo un tiempo en que aspiró a ser seleccionado para una posición real, pero fue rechazado, probablemente debido a su conexión con Wilde.
Es destacable igualmente su decisión de declarar sus inclinaciones sexuales a su familia, a la que reunió para anunciarla no mucho después de dejar la universidad.[cita requerida]

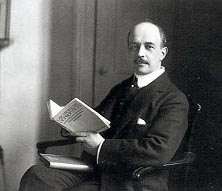
Robert Baldwin Ross, 1911

Debido a su fidelidad a Wilde, incluso tras su muerte, Ross fue perseguido por lord Alfred Douglas, que intentó arrastrarlo hasta los tribunales repetidamente, e intentó que lo arrestaran por homosexual. Durante la Primera Guerra Mundial, atrajo a una camarilla de jóvenes artistas, en su mayoría homosexuales, incluyendo a Siegfried Sasson y a Wilfren Owen. Fue también un buen amigo de Vyvyan Holland, hijo de Wilde, y trabó amistad con su otro hijo Cyril, hasta que murió en la Primera Guerra Mundial. A principios de 1918, durante la Kaiserschlacht, el diputado de derechas Noel Pemberton Billing, publicó un artículo titulado El Culto del Clítoris, en el que acusaba a los miembros del círculo de Ross de estar en el centro de 47.000 traidores homosexuales que estaban traicionando a la nación alemana. Maud Allan, actriz que había actuado interpretado a Salomé en una representación organizada por Ross, fue identificada como miembro del culto. Allan llevó a juicio a Billing por difamación, causando un escándalo nacional. El incidente atrajo la atención de forma vergonzosa sobre Ross y sus compañeros.
Posteriormente, durante el mismo año, Ross estaba preparándose para viajar a Melbourne, Australia, para inaugurar una exposición en la National Gallery cuando murió repentinamente, un suceso que causó gran dolor a sus numerosos amigos. En 1950, durante el quincuagésimo aniversario de la muerte de Wilde, las cenizas de Ross fueron añadidas a su tumba en el cementerio Père Lachaise.